# Trường Hoa Kỳ Warsaw
Trường Hoa Kỳ Warsaw (thường được viết tắt là ASW) là một trường quốc tế sử dụng tiếng Anh tại Warsaw, Ba Lan, được thành lập vào năm 1953 bởi các thành viên của Đại sứ quán Hoa Kỳ. Trường vẫn giữ quan hệ với Đại sứ quán để duy trì hỗ trợ chung và Đại sứ Hoa Kỳ là chủ tịch danh dự của hội đồng quản trị theo quy định của trường. Thành viên của Hội đồng quản trị được bổ nhiệm bởi đại sứ, do chính hội đồng quản trị bổ nhiệm hoặc được bầu bởi các thành viên của hiệp hội trường học (phụ huynh).
Trường được chia thành các bộ phận Tiểu học, Trung học cơ sở và Trung học phổ thông. Học viên hiện có thể chuẩn bị theo Chương trình Văn bằng Tú tài Quốc tế, và ngay cả những người chọn không lấy bằng tốt nghiệp sẽ nhận được các khóa học IB. Trường cấp Bằng Tốt nghiệp Trung học tương đương với Trường Trung học Hoa Kỳ.
ASW là thành viên của Hiệp hội các trường Trung và Đông Âu (CEESA) , Hội đồng thể thao cho các trường quốc tế (SCIS) và Hiệp hội các trường đại học và cao đẳng New England (NEASC). Ngôi trường này được đồng công nhận bởi NEASC  và CIS (Hội đồng các trường quốc tế) .
Trường chuyển đến một cơ sở mới vào năm 2001 và đang tiếp tục nâng cấp tòa nhà, với một khu nhà cho bộ môn Nghệ thuật và Giáo dục Thể chất mới hoàn thành vào mùa xuân năm 2012.
Trường có khoảng 990 học sinh từ lớp nhà trẻ đến lớp 12, với trung bình hai mươi học sinh mỗi lớp. Các học viên có 55 quốc tịch khác nhau. Số lượng học viên là khoảng 20% người Ba Lan, 20% người Mỹ và phần còn lại từ khắp nơi trên thế giới.